# Оссіан (Індіана)
Оссіан (англ. Ossian) — місто (англ. town) в США, в окрузі Веллс штату Індіана. Населення — 3266 осіб (2020).

## Географія
Оссіан розташований за координатами 40°52′43″ пн. ш. 85°10′6″ зх. д. / 40.87861° пн. ш. 85.16833° зх. д. (40.878654, -85.168411).  За даними Бюро перепису населення США в 2010 році місто мало площу 3,72 км², з яких 3,70 км² — суходіл та 0,02 км² — водойми. В 2017 році площа становила 4,37 км², з яких 4,34 км² — суходіл та 0,03 км² — водойми.

## Демографія
Згідно з переписом 2010 року, у місті мешкало 3289 осіб у 1287 домогосподарствах у складі 909 родин. Густота населення становила 884 особи/км².  Було 1385 помешкань (372/км²).
Расовий склад населення:
| - 97,4 % — білих - 0,5 % — азіатів - 0,2 % — чорних або афроамериканців - 0,1 % — корінних американців |

До двох чи більше рас належало 1,1 %. Частка іспаномовних становила 1,4 % від усіх жителів.
За віковим діапазоном населення розподілялося таким чином: 26,0 % — особи молодші 18 років, 58,8 % — особи у віці 18—64 років, 15,2 % — особи у віці 65 років та старші. Медіана віку мешканця становила 37,4 року. На 100 осіб жіночої статі у місті припадало 90,7 чоловіків;  на 100 жінок у віці від 18 років та старших — 84,3 чоловіків також старших 18 років.
Середній дохід на одне домашнє господарство  становив 57 016 доларів США (медіана — 52 857), а середній дохід на одну сім'ю — 66 750 доларів (медіана — 59 500). За межею бідності перебувало 13,9 % осіб, у тому числі 25,7 % дітей у віці до 18 років та 6,5 % осіб у віці 65 років та старших.
Цивільне працевлаштоване населення становило 1796 осіб. Основні галузі зайнятості: виробництво — 25,2 %, освіта, охорона здоров'я та соціальна допомога — 19,8 %, мистецтво, розваги та відпочинок — 15,6 %.